# Pieniuha
Pieniuha (biał. Пянюга, Pianiuha; ros. Пенюга, Pieniuga) – wieś na Białorusi, w obwodzie grodzieńskim, w rejonie zelwieńskim, nad rzeką Zelwianką, około 16 km na południe od Zelwy. Miejsce narodzin pisarki Marii Rodziewiczówny.

## Historia
Od połowy XVIII wieku dobra te należały do rodziny Grabowskich. W 1789 roku zostały podzielone między sześciu synów Jana Jerzego Grabowskiego. Pieniuhę i szereg innych wsi otrzymał Paweł Grabowski (1759–1794), późniejszy generał wojsk polskich w czasie insurekcji kościuszkowskiej, który zmarł bezdzietnie (prawdopodobnie zginął w czasie rosyjskiego szturmu Pragi). W połowie XIX wieku właścicielem majątku był Henryk Rodziewicz (~1825–1881), ojciec Marii Rodziewiczówny. Za udział w powstaniu styczniowym Pienuha została skonfiskowana, a Henryk Rodziewicz z żoną Amelią z Kurzenieckich zostali zesłani na Syberię. W 1867 roku Pieniuhę kupił Rosjanin Włodzimierz Dawydow. Za 1779 dziesięcin zapłacił 28 784 ruble. Majątek pozostawał w rękach tej rodziny do I wojny światowej, po której rozparcelowany między osadników wojskowych.
Po III rozbiorze Polski w 1795 roku Pieniuha, wcześniej należąca do województwa nowogródzkiego Rzeczypospolitej, znalazła się na terenie powiatu wołkowyskiego (ujezdu) guberni grodzieńskiej Imperium Rosyjskiego. Po ustabilizowaniu się granicy polsko-radzieckiej w 1921 roku Pieniuha wróciła do Polski, znalazła się w gminie Międzyrzecz w powiecie wołkowyskim województwa białostockiego, od 1945 roku – w ZSRR, od 1991 roku – na terenie Republiki Białorusi.
W 2009 roku wieś liczyła 4 mieszkańców.

## Dawny dwór
Dawny dwór, znany z rysunków Napoleona Ordy z 1861 roku, był osiemnastowiecznym, dużym, parterowym domem, krytym wysokim polskim łamanym, czterospadowym dachem, krytym gontem. Przed głównym wejściem była werandka. Wokół domu, między drzewami stały m.in. oficyna i lamus. 
W dworze tym urodziła się Maria Rodziewiczówna. We wsi stoi ruina domu, która przypomina dwór Rodziewiczów, jednak nie wiadomo, czy to jest ten dom. Zachowały się też resztki parku.
Majątek w Pieniuże został opisany w 2. tomie Dziejów rezydencji na dawnych kresach Rzeczypospolitej Romana Aftanazego.

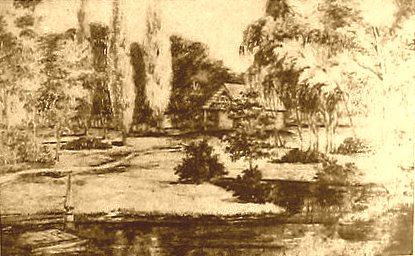
Pieniuha – fragment parku, rysunek Napoleona Ordy, 1861